# Type 07
Type 07 (en chinois : “零七”式军服，“07”式军服) est une famille d'uniformes militaires utilisé par toutes les branches de l'Armée populaire de libération (APL) de la république populaire de Chine.

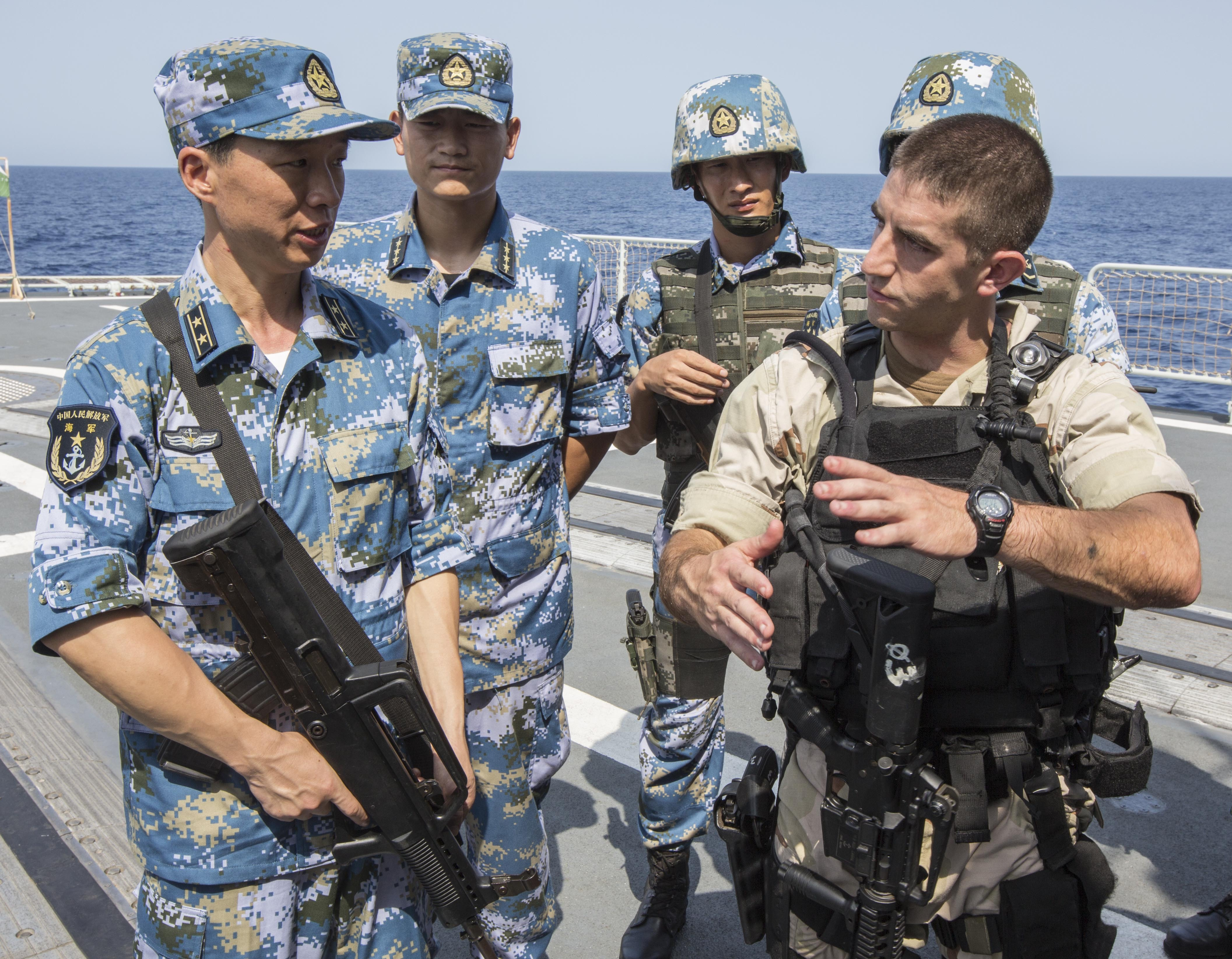
Marins chinois en uniformes de Type 07 « Océanique » (en bleu) avec un marin américain (en brun).

Ce type est aussi porté par les réservistes de l'APL à partir de mai 2011.